# Frederik Rønning
Frederik Vilhelm Valdemar Rønning (født 3. september 1851 i Assens, død 10. april 1929 på Frederiksberg) var en dansk litteraturhistoriker. Han var søn af købmand Frederik Ludvig Rønning og Hansmine Birgitte, født Lorentzen.
Som dreng gik Rønning først i Assens Realskole, senere i Odense Katedralskole, hvorfra han dimitteredes 1870. Allerede i skoletiden optog litteraturhistorie ham, hvorfor han som student valgte dette studium, og 1875 underkastede han sig magisterkonferens i nordisk filologi med den danske litteraturs historie som hovedfag. Den følgende vinter tilbragte Rønning på norske højskoler og blev efter aftjent værnepligt lærer ved Gotfred Benjamin Rodes Højskole på Skovgaard.
I 1880 studerede han et ½ år oldengelsk ved British Museum og fortsatte efter sin hjemkomst disse studier, dog afbrudt af langvarig og alvorlig sygdom. 1883 erhvervede han den filosofiske doktorgrad for en afhandling om Beowulfskvadet og virkede derefter som lærer i København. Han blev senere titulær professor ved Københavns Universitet.
I 1897 blev Rønning medlem af Censurkommissionen ved skolelærereksamen, men fratrådte denne stilling allerede 1898 ved sin udnævnelse til undervisningsinspektør ved de kommunale og private realskoler. Samtidig fortsatte han sine litterære studier, hvis udbytte er nedlagt i en række større og mindre skrifter, hvoraf fremhæves N. F. S. Grundtvig som Æsthetiker (1883), R. K. Rask (1887), C. J. Brandt (1892), Johannes Carsten Hauch (1903) og flere andre.
Hans omfattende og på indgående kildestudier hvilende hovedværk Rationalismens Tidsalder I-III,2 (1886-99) er nærmest en undersøgelse over, hvor den danske litteratur stod ved det 19. århundredes begyndelse ved at undersøge forholdene i halvdelen af det foregående århundrede.
12. oktober 1882 ægtede han Ingeborg Brandt, datter af pastor Carl Joakim Brandt. Rønning blev Ridder af Dannebrog 1903, Dannebrogsmand 1919 og Kommandør af 2. grad 1924. Han er begravet på Solbjerg Parkkirkegård. Der findes et portrættegning af Christen Dalsgaard.